# Улица Леваневского (Москва)
Улица Леване́вского — небольшая улица на севере Москвы в районе Лианозово (СВАО), между улицами Байдукова и Шмидта. Названа в 1936 году в честь Героя Советского Союза, лётчика Сигизмунда Александровича Леваневского (1902—1937), участника спасения экспедиции на пароходе «Челюскин» (1934), пропавшего без вести вместе с экипажем самолёта при попытке беспересадочного перелёта по маршруту «Москва — Северный полюс — США».
Улица Леваневского находится в дачном посёлке имени Ларина, начинается от улицы Байдукова, проходит на юг, затем поворачивает на северо-запад параллельно улице Байдукова, пересекает улицу Молокова и заканчивается на улице Шмидта.